# Richard Beresford
Richard Beresford, född 1755 i St. Thomas and St. Denis Parish (numera i Berkeley County) i South Carolina, död 6 februari 1803 i Charleston i South Carolina, var en amerikansk politiker. Han tjänstgjorde 1783 som South Carolinas viceguvernör.
Beresford studerade juridik i London och var därefter verksam som plantageägare och advokat i South Carolina. Han valdes i januari 1783 till viceguvernör, avgick senare samma år och satt i kontinentalkongressen 1783–1784.
År 1803 avled Beresford i Charleston.